# Титенко, Андрей Лаврентьевич
Андрей Лаврентьевич Титенко (21 декабря 1919, Жихово — 25 декабря 2022, Изобильный) — командир орудия батареи 45-миллиметровых пушек 6-го гвардейского Севастопольского Краснознаменного стрелкового полка 2-й гвардейской Таманской Краснознамённой ордена Суворова стрелковой дивизии 2-й гвардейской армии 3-го Белорусского фронта, гвардии сержант. Герой Советского Союза (19.04.1945).

## Биография
Родился 15 декабря 1918 года в селе Жихово (ныне Середино-Будского района Сумской области Украины) в семье крестьянина. Русский. Член ВКП(б)/КПСС с 1953 года. Окончив 7 классов, работал трактористом в колхозе.
В Красной Армии с 1941 года. Участник Великой Отечественной войны с марта 1942 года. Сражался на Южном, 1-м Прибалтийском и 3-м Белорусском фронтах. Был дважды ранен.
Командир орудия батареи 45-миллиметровых пушек 6-го гвардейского Севастопольского Краснознамённого стрелкового полка, комсомолец гвардии, сержант Андрей Титенко отличился 18 марта 1945 года в бою за укреплённый опорный пункт врага Прейсиш-Тирау. Ворвавшись туда, расчёт оказался отрезанным от стрелковых подразделений. Организовав круговую оборону, отважный артиллерист 4 часа отбивал контратаки противника.
Указом Президиума Верховного Совета СССР от 19 апреля 1945 года за образцовое выполнение боевого задания командования в борьбе с немецко-фашистскими захватчиками и проявленные при этом мужество и героизм гвардии сержанту Титенко Андрею Лаврентьевичу присвоено звание Героя Советского Союза с вручением ордена Ленина и медали «Золотая Звезда».
В 1945 году демобилизован. Трудился на мельницах в Калмыкии, на станицах Григорополисской и Новотроицкой Ставропольского края. С 1954 года жил в городе Изобильный Ставропольского края. Заведовал мельницей, долгое время работал директором пищекомбината, 27 лет возглавлял пожарную охрану на Изобильненском элеваторе.
Награждён орденами Ленина, Отечественной войны 1-й степени, Славы 3-й степени, медалями.
Почётный гражданин Изобильненского района. Именем Героя назван переулок в городе Изобильный.
В 2020 году А. Л. Титенко присвоено звание «Почётный гражданин Ставропольского края», в его честь установлен пилон на аллее почётных граждан края в городе Ставрополе.
Скончался 2 ноября 2022 года в Ставропольском крае на 104-м году жизни. Похоронен в Изобильном.

## Награды
Звание Героя Советского Союза с вручением ордена Ленина и медали «Золотая Звезда» (№ 7801) гвардии сержанту Титенко Андрею Лаврентьевичу присвоено 19 апреля 1945 года.
В наградном листе Титенко А. Л. записано

«За выдающееся мужество, героизм проявленный в боях с врагом, высокое боевое мастерство и волю к победе, за нанесение врагу большого урона в живой силе и вооружении, в результате чего для наступающей пехоты были обеспечены благоприятные условия ведения наступательного боя и овладения населенным пунктом, — тов. Титенко достоин присвоения высокого звания Героя Советского Союза».

- Орден Отечественной войны l степени (6 апреля 1985 г.)
- Орден Славы lll степени (14 октября 1944 г.)
- 2 медали «За отвагу» (19 октября 1943 г., 6 июня 1944 г.)
- Медаль «За оборону Сталинграда»
- Медаль «За оборону Кавказа»
- Медаль «За взятие Кёнигсберга»
- Медаль «За победу над Германией в Великой Отечественной войне 1941—1945 гг.»
- Медаль «В ознаменование 100-летия со дня рождения Владимира Ильича Ленина»
- Юбилейные медали